# Bill Dornblaser
Norman William Dornblaser, detto Bill (Hawthorne, 4 novembre 1933), è un ex pallanuotista statunitense, che ha disputato il torneo di pallanuoto ai Giochi di Helsinki 1952.
Sempre nella pallanuoto, ha vinto 1 bronzo ai I Giochi panamericani.